# Bohdan Andrzejewski
Bohdan Andrzejewski (Kielce, 15 gennaio 1942) è un ex schermidore polacco, vincitore di una medaglia di bronzo nella scherma ai giochi olimpici.